# Point de Bayeux

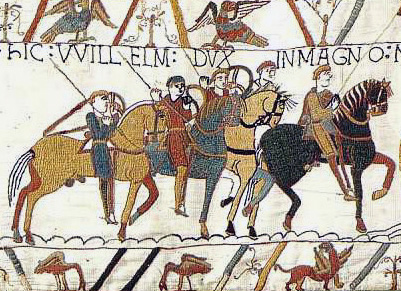
La tapisserie de Bayeux a été réalisée grâce à la technique du point de Bayeux.

Le point de Bayeux est le point de remplissage de la tapisserie. Il consiste à faire des traits bien serrés, puis à mettre une barrette pour tenir ces traits et enfin à faire de petits points pour maintenir la barrette. 
Le point de Bayeux a deux particularités :    
- d'une part le derrière de la toile doit être aussi propre que le devant, les traits ne se font pas n'importe comment… ;
- d'autre part, que ce soit pour le point de tige ou pour le point de Bayeux, la tapisserie de la Reine Mathilde ne comporte aucun nœud, la laine est coincée, pour le début dans la toile de lin puis recouverte par les traits et pour la fin, coincée dans les fils de laine au verso de la toile[1].